# Camellia Bowl 2014
Match suivant
Le Camellia Bowl 2014 est un match annuel de football américain de niveau universitaire joué après la saison régulière de 2014, le 20 décembre 2014, au Cramton Bowl à Montgomery, en Alabama. 
Il s'agit de la 1re édition du Camellia Bowl.
Le match a mis en présence les équipes de Jaguars de South Alabama issue de la Sun Belt Conference et de Falcons de Bowling Green issue de la Mid-American Conference.
Il a débuté à 08:20 pm (heure locale) et a été retransmis en télévision sur ESPN.
La société Raycom Media ayant son siège à Montgomery en Alabama en a été le sponsor du nom. Il s'agit d'une société regroupant plusieurs médias locaux (télévisions, radios, sites internet) diffusant principalement dans l'Est des États-Unis.
Bowling Green gagne le match sur le score de 33 à 28.

## Présentation du match
Le match met en présence les équipes de Jaguars de South Alabama issue de la Sun Belt Conference et de Falcons de Bowling Green issue de la Mid-American Conference.
| Équipes                                                                                      | Conférences | Entraîneurs | Stats. saison rég. |
| -------------------------------------------------------------------------------------------- | ----------- | ----------- | ------------------ |
| Falcons de Bowling Green                                                                     | MAC         | Dino Babers | 8-6                |
| Jaguars de South Alabama                                                                     | Sun Belt    | Joey Jones  | 6-7                |
| Arbitre : Brandon Cruse (MWC) Équipe donnée favorite par les bookmakers : S. Alabama (3,5/1) |             |             |                    |

Il s'agit de la toute 1re rencontre entre ces deux équipes.

### Bowling Green Falcons
Avec un bilan global de 7 victoires et 6 défaites, Bowling Green est champion de la division Est de la Mid-American Conference. L'équipe est éligible et accepte l'invitation à participer au Camellia Bowl de 2014.
Bowling Green a déjà joué à deux reprises un bowl en Alabama :  
- victoire lors du GMAC Bowl de 2004, 52 à 35 contre Memphis Tigers
- défaite lors du GMAC Bowl de 2007, 7 à 63 contre Tulsa Golden Hurricane.

Le GMAC Bowl (actuellement dénommé le GoDaddy Bowl) était et est toujours joué à Mobile où se situe le campus de l'équipe de South Alabama, adversaire du Camellia Bowl 2014.

### South Alabama Jaguars
South Alabama termine 6e de la Sun Belt Conference, avec un bilan en conférence de 5 victoires et 3 défaites et avec un bilan global de 6 victoires et 6 défaites. L'équipe est éligible et accepte l'invitation à participer au Camellia Bowl de 2014.
Il s'agit du tout premier bowl joué par South Alabama, 7 années après que le programme football fut approuvé au sein de l'université, 5 ans après qu'il a démarré et 2 ans seulement après que l'équipe ait rejoint le FBS.

## Résumé du match
Début réel du match à 08:20 p.m. ET (heure locale), températures de 12 °C, ciel nuageux, vent de NE de 8 km/h.
| ÉVOLUTION DU SCORE du CAMELLIA BOWL 2014 |                              |                              |                              |                              |                              | |       |       |
| QT                                       | Temps                        | Drive                        | Drive                        | Drive                        | Équipe                       | Description de l'action | Score | Score |
|                                          |                              | Jeux                         | Yards                        | TDP                          |                              | | BG    | SALA  |
| 1                                        | 11:59                        | 7                            | 65                           | 02:21                        | BG                           | TD de 44 yards par WR Roger Lewis à la suite d'une réception d'une passe de QB James Knapke + 1 point de conversion par kicker Tyler Tate               | 7     | 0     |
| 1                                        | 07:17                        | 9                            | 93                           | 02:57                        | BG                           | TD à la suite d'une course d'1 yard de RB Travis Greene + 1 point de conversion par kicker Tyler Tate                                                   | 14    | 0     |
| 1                                        | 05:42                        | 5                            | 89                           | 01:35                        | SALA                         | TD à la suite d'une course de 44 yards de Kendall Houston + 1 point de conversion par kicker Aleem Sunanon                                              | 14    | 7     |
| 2                                        | 06:49                        | 14                           | 56                           | 05:09                        | BG                           | FG de 39 yards par kicker Tyler Tate | 17    | 7     |
| 2                                        | 00:53                        | 8                            | 36                           | 01:41                        | BG                           | FG de 22 yards par kicker Tyler Tate | 20    | 7     |
| 3                                        | 06:00                        | 9                            | 52                           | 03:13                        | SALA                         | TD à la suite d'une course de 15 yards de Brandon Bridge + 1 point de conversion par kicker Aleem Sunanon                                               | 20    | 14    |
| 3                                        | 04:33                        | 5                            | 47                           | 01:27                        | BG                           | TD à la suite d'une course de 17 yards de Travis Greene + 1 point de conversion par kicker Tyler Tate                                                   | 27    | 14    |
| 4                                        | 11:23                        | 5                            | 77                           | 01:46                        | SALA                         | TD de 18 yards par DeMarrion Buford-Hughes à la suite d'une réception d'une passe de QB Brandon Bridge + 1 point de conversion par kicker Aleem Sunanon | 27    | 21    |
| 4                                        | 01:20                        | 8                            | 73                           | 02:53                        | SALA                         | TD à la suite d'une course de 3 yards par Terrance Timmons + 1 point de conversion par kicker Aleem Sunanon                                             | 27    | 28    |
| 4                                        | 01:04                        | 1                            | 78                           | 00:16                        | BG                           | TD de 78 yards Roger Lewis à la suite d'une réception d'une passe de QB James Knapke mais la tentative de conversion échoue                             | 33    | 28    |
| "TDP" = temps de possession.             | "TDP" = temps de possession. | "TDP" = temps de possession. | "TDP" = temps de possession. | "TDP" = temps de possession. | "TDP" = temps de possession. | "TDP" = temps de possession. | 33    | 28    |

## Statistiques
| Statistiques par Équipes               | Statistiques par Équipes | Statistiques par Équipes |
| Statistiques                           | BG                       | SALA                     |
| -------------------------------------- | ------------------------ | ------------------------ |
| 1er downs                              | 23                       | 24                       |
| Conversion de 3e Down                  | 5/15                     | 7/21                     |
| Conversion de 4e Down                  | 0/0                      | 2/2                      |
| Jeux–yards                             | 75-415 yards             | 90-500 yards             |
| Yards à la course                      | 136 yards                | 131 yards                |
| Yards à la passe                       | 279 yards                | 369 yards                |
| Passes : Réussies/Tentées-Interceptées | 20/37-2                  | 25/39-0                  |
| Réussite en zone rouge/chances         | 3/4                      | 3/4                      |
| TD                                     | 4                        | 4                        |
| Field Goals                            | 0                        | 2                        |
| Nombre Sacks                           | 2                        | 4                        |
| Fumbles (Nombre/Perdus)                | 2-2                      | 2-1                      |
| Pénalités (Nombre/Yards perdus)        | 5-48 yards               | 8-79 yards               |
| Temps de possession                    | 25:35                    | 34:25                    |

| Meilleur Joueur (MVP) | Meilleur Joueur (MVP) | Meilleur Joueur (MVP) |
| --------------------- | --------------------- | --------------------- |
| Nom                   | Équipe                | Poste                 |
| James Knapke          | Bowling Green         | QB                    |

| Statistiques Individuelles | Statistiques Individuelles | Statistiques Individuelles     |
| -------------------------- | -------------------------- | ------------------------------ |
| Quaterbacks                |                            |                                |
| BG                         | Knapke, James              | 25/39, 368 yards, 2 TD         |
| SALA                       | Bridge, Brandon            | 20/37, 279 yards, 1 TD, 1 Int. |
| Meilleurs Coureurs         |                            |                                |
| BG                         | Copped, Fred               | 16 portées, 70 yards           |
| SALA                       | Houston, Kndall            | 5 portées, 53 yards, 1 TD      |
| Meilleurs Receveurs        |                            |                                |
| BG                         | Dieter, Gehrig             | 7 réc., 108 yards              |
| SALA                       | Woodson, Danny             | 6 réc., 122 yards              |
| Meilleurs Tackleurs        |                            |                                |
| BG                         | Thomas, Bryan              | 5 tackles, 1 assiste, 2 sacks  |
| SALA                       | Harris, Maleki             | 12 tackles, 6 assistes, 1 sack |